# مود أنجيليكا بيهن
الآنِسة مود أنجيليكا بيهن (28 أبريل / نيسان 2003) من مواليد مدينة أوسلو عاصمة مملكة النرويج وأكبر مدنها. وهي الإبنة الأولى لصاحبة السمو الملكي الأميرة مارثا لويز والسيد آري بيهن، وأكبر أحفاد الملك هارلد الخامس ملك النرويج، وجلالة الملكة سونيا ملكة النرويج. أطلق عليها اسم مود تكريماً لجدتها الكبرى صاحبة الجلالة الملكة مود تشارلوت ماري فيكتوريا ويلز ملكة النرويج، كريمة إدوارد السابع ملك المملكة المتحدة، ملك دول الكومنولث وإمبراطور الهند. والآنِسة مود أنجيليكا بيهن هي الخامسة في قائمة ولاية عرش النرويج، والثانية والسبعين في قائمة ولاية العهد الإنجليزي.

## روابط خارجية
- مود أنجيليكا بيهن على موقع IMDb (الإنجليزية)